# معصرة الفاكهة

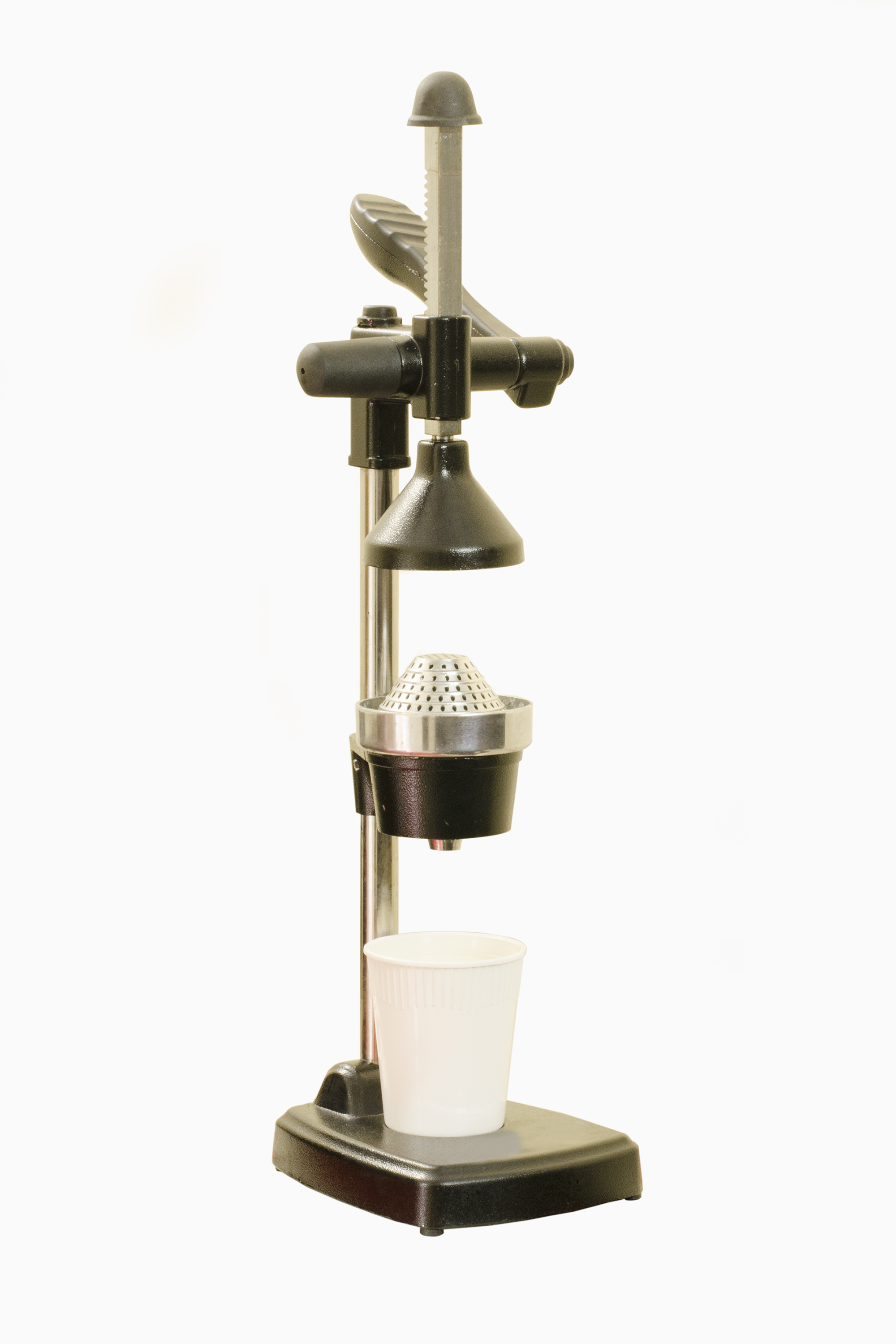
عصارة يدوية

معصرة الفاكهة هي جهاز يستخدم لفصل أجزاء الفاكهة الصلبة - الأغصان، والقشور، والبذور، واللب، والأوراق، والفضلات - عن عصير الفاكهة.

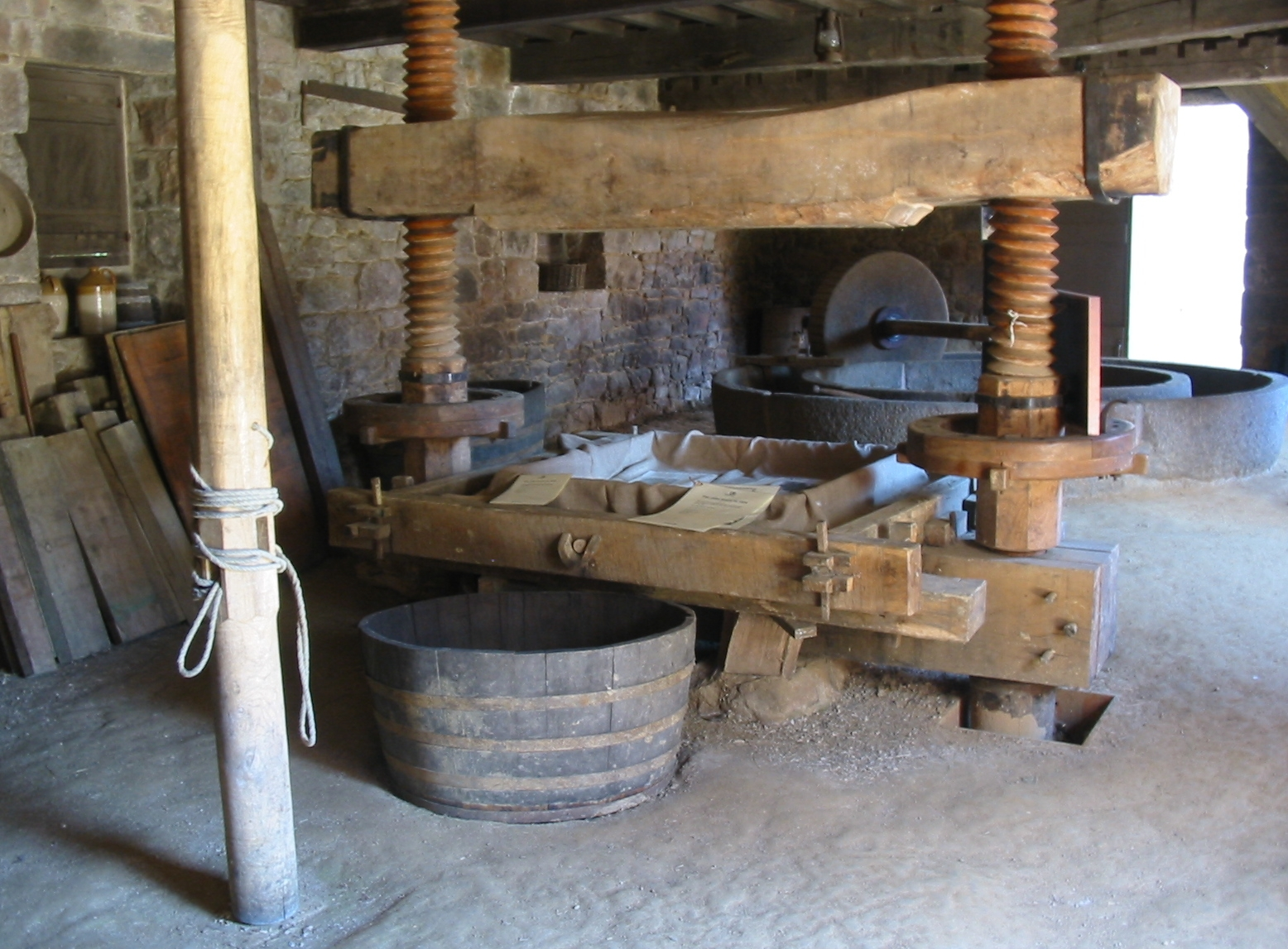
معصرة تقليدية للسيدر

## التاريخ
في الولايات المتحدة، اخترعت مادلين تيرنر جهاز تيرنر للفاكهة في عام 1916.

## معصرة سيدر
تستخدم معصرة سيدر لسحق التفاح أو الكمثرى. في أمريكا الشمالية، يُشار إلى العصير الغير مصفى باسم "سيدر" وبمجرد تصفيته يصبح معروفاً باسم عصير التفاح. أما في بريطانيا فإنه يسمى عصيرًا بغض النظر عما إذا كان مصفى أو لا (يُحتفظ بمصطلح "سيدر" للعصير المخمر). منتجات أخرى تشمل خل التفاح، السيدر (الكحولي)، النبيذ التفاحي، براندي التفاح، وجاك التفاح.

المعصرة السيدر التقليدية هي معصرة الحمار. يتم طحن التفاح ووضعه في اسطوانة، ويمارس المكبس الضغط. الأسطوانة و/أو المكبس هو "مسامي"ويتم فرض العصير من الأجزاء الصلبة. المعصرة السيدر التقليدية لم تتغير كثيرًا منذ العصور الحديثة. الفرق الوحيد هو أنه في الإصدارات السابقة من المعصرة كان يُستخدم الخيول لتشغيل الجهاز. تقدم "موسوعة ديدرو" تصويرًا للمعصرة السيدر التقليدية:

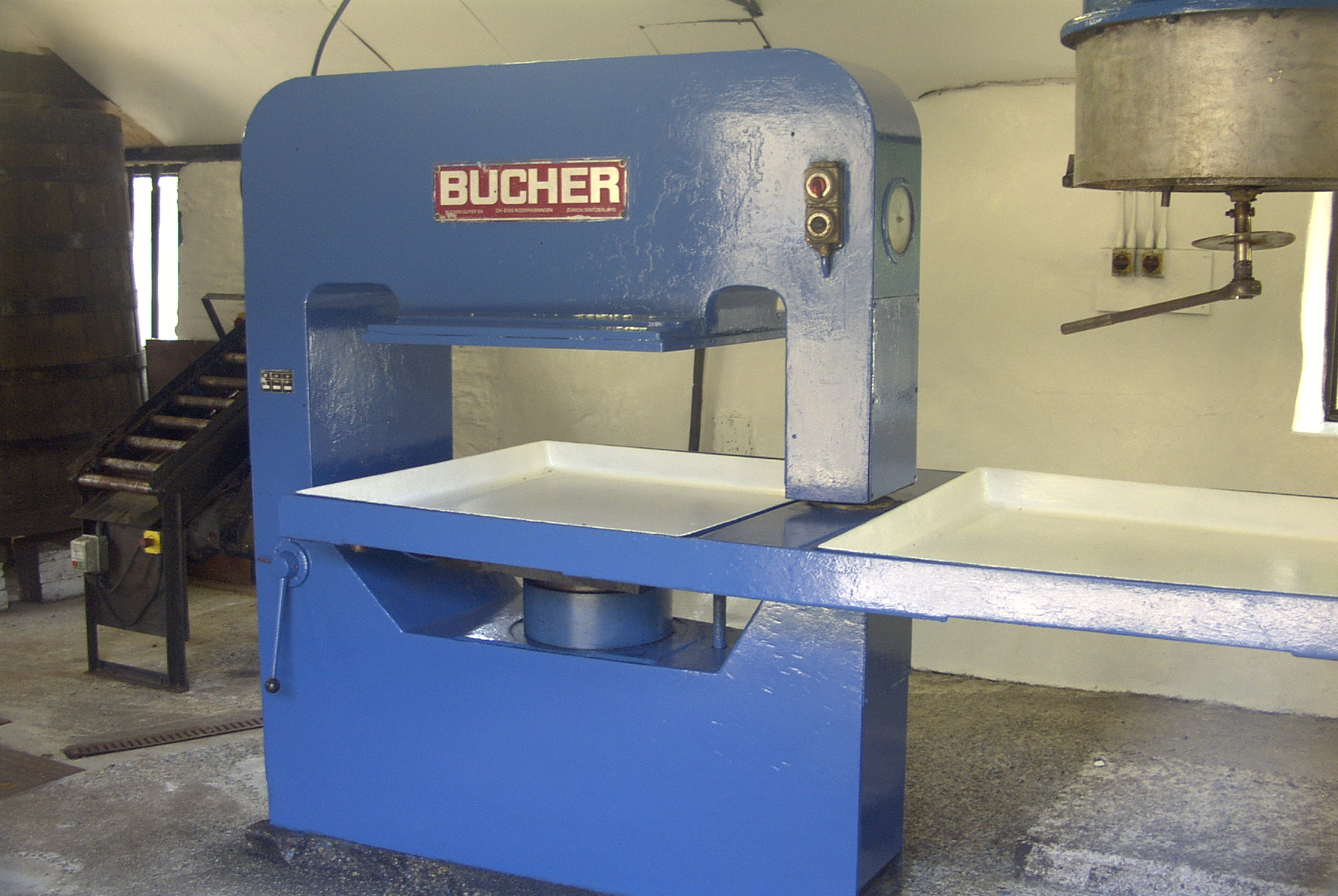
معصرة سيدر حديثة.

"هكذا يتم صنع مطحنة السيدر. تخيّل حوض دائري مصنوع من الخشب متصل بحجرين طاحنين خشبيين مثل تلك المستخدمة في المطاحن الهوائية، لكنها مثبتة بشكل مختلف. في المطاحن الهوائية، تكون أفقية، ولكن في مطحنة السيدر يتم وضعهما رأسيًا في الحوض. وهما مثبتان على قطعة خشبية رأسية تدور على نفسها وتوضع في وسط الجزء الدائري من الحوض؛ يمر محور طويل خلالهما؛ يتصل المحور بالمحور الرأسي؛ يبرز طرفه الآخر من الحوض؛ حصان ← يربط به؛ الحصان ← يجر المحور من خلال المرور حول الحوض، مما يجعل الحجارة الطاحنة تتحرك أيضًا في الحوض حيث يتم طحن التفاح. عندما يتم اعتبارها مكسورة بما فيه الكفاية، أي أن العصير قد استخرج بالكامل منها، يتم إزالة التفاح بمجرد منقار خشبي ووضعه في سطل كبير قريب. يتم طحن كمية كافية من التفاح لتشكيل عجينة أو حبيبات."

غالبًا ما تحتوي معاصر السيدر على ملحقات لطحن التفاح قبل العصر. يُشار إلى هذه الأجهزة المجتمعية باسم معاصر السيدر.

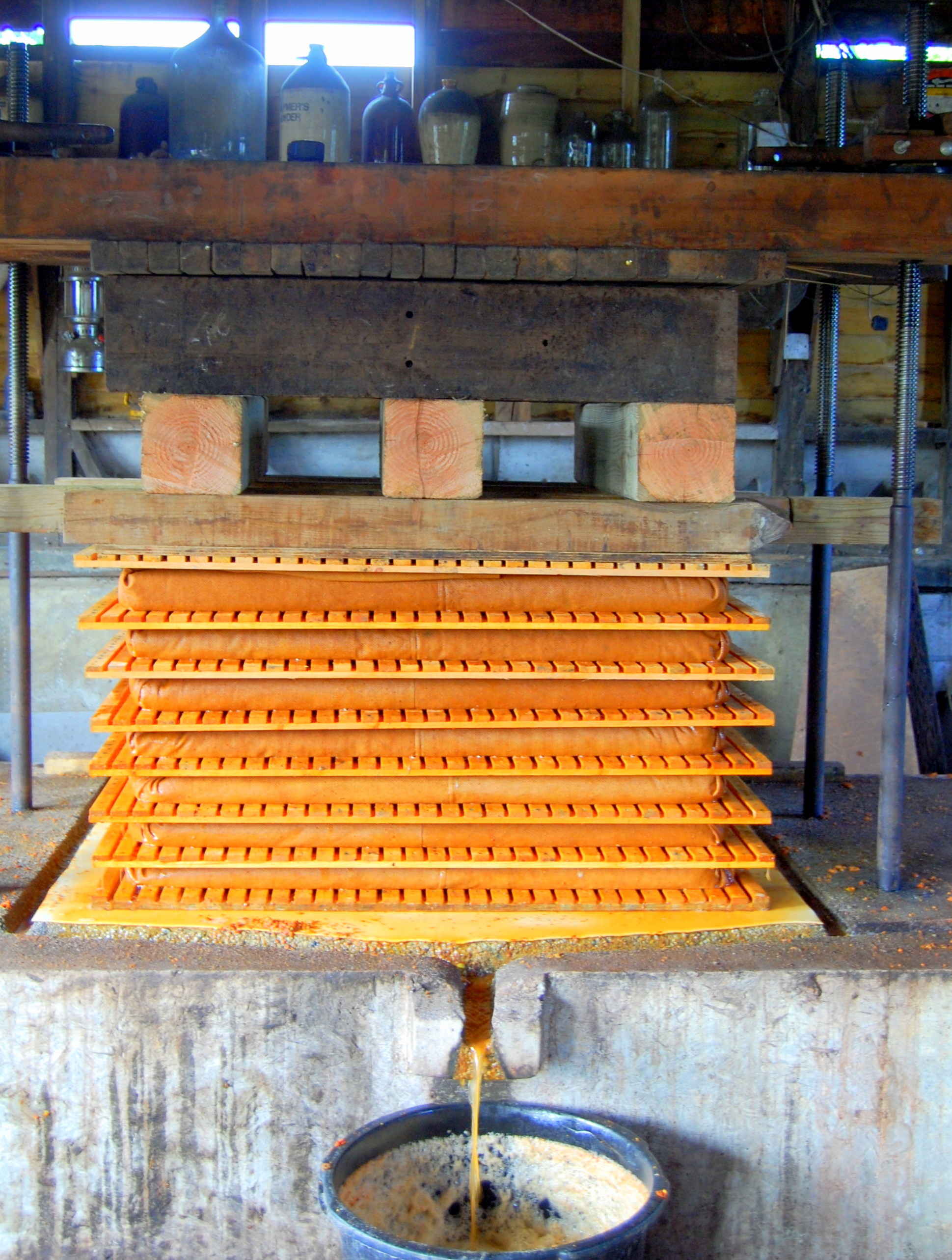
معصرة سيدر قيد الاستخدام في سانت مابين بكورنوال، المملكة المتحدة

في المجتمعات التي تحتوي على العديد من البساتين الصغيرة، من الشائع أن يكون لدى شخص أو أكثر معصرة سيدر كبيرة للاستخدام المشترك. تتيح لأصحاب البساتين تجنب الاحتياجات المالية والمساحة والصيانة لامتلاك معصرة خاصة بهم. هذه المعاصر الأكبر عادة ما تكون مشغلة بواسطة محركات كهربائية أو بنزين. يتعامل مشغلو المعاصر أيضًا مع الأجزاء الصلبة، التي تجذب الدبابير أو الزنابير. تُقدم معاصر السيدر عادة للزبائن خيارًا بين الدفع بالغالون/اللتر أو تقسيم السيدر مع مشغل المعصرة.
قد يفضل البستانيون الأكبر حجمًا إمتلاك معاصر خاصة بهم لأنه يوفر على الرسوم، أو لأنه يقلل من تكاليف النقل. قد يعتقد بستانيون من أي حجم أن ممارسات النظافة الخاصة بهم أفضل من ممارسات معاصر المجتمع، حيث يمكن لبعض زبائن معاصر المجتمع أن يصنعوا السيدر من فاكهة منخفضة الجودة (التفاح المتساقطة أو التفاح الذي يحتوي على دود). أولئك الذين يصنعون السيدر الخاص بالتخصص، مثل عصير الكمثرى، قد يرغبون في امتلاك معصرة خاصة بهم.أكبر معصرة سيدر في العالم تقع في بيرن، إنديانا، الولايات المتحدة.

## معصرة النبيذ
تستخدم معصرة النبيذ لضغط العنب خلال عملية تصنيع النبيذ.

## معصرة للاستخلاص الزيت
تستخدم المعصرة للاستخلاص الزيت من النباتات والفواكه.معصرة لاستخلاص الزيت هي منشأة صناعية مخصصة لاستخراج الزيوت النباتية من مصادر طبيعية مثل الزيتون، وجوز الهند، وبذور السمسم، والفول السوداني، والصويا، وغيرها من المصادر النباتية. يتم استخدام هذه المعاصر في عمليات فصل الزيت عن بقية المكونات النباتية، والحصول على منتج نهائي هو الزيت النقي الذي يمكن استخدامه في العديد من الأغراض.
تتضمن عملية استخلاص الزيت في المعصرة عدة خطوات، بدءًا من تجهيز المصدر النباتي بالطحن أو التكسير إلى جزيئات صغيرة لزيادة مساحة الاتصال بالمذيب المستخدم في الاستخلاص. ثم يتم تنقية المذيب للحصول على الزيت الخام، الذي يمر بعد ذلك بعمليات التكرير والتكرار للتخلص من الشوائب والمواد الغير مرغوب فيها.
تختلف طرق استخلاص الزيت باختلاف المصدر النباتي ونوع المعصرة المستخدمة. قد تكون بعض المعاصر صغيرة وتستخدم على مستوى منزلي أو محلي لاستخلاص كميات صغيرة من الزيت، في حين أن المعاصر الكبيرة تعمل على نطاق صناعي لإنتاج كميات كبيرة من الزيت للاستخدام التجاري والصناعي.
الزيوت النباتية المستخرجة من المعاصر تستخدم على نطاق واسع في الطهي وصناعة المواد الغذائية والعناية بالبشرة والشعر، بالإضافة إلى العديد من الاستخدامات الصناعية والتقنية.

## معصرة الفاكهة "افعلها بنفسك"
نظرًا لبساطة التصميم وارتفاع الاستخدامية، بدأ بعض الأشخاص (مثل أولئك الذين يمتلكون بستانًا) في بناء معصرة فاكهة "افعلها بنفسك" (DIY) وقد قاموا بتحميل تعليمات مفصلة حول كيفية القيام بذلك.

## روابط خارجية
- خطة مطحنة السيدر من موذر ايرث